# Arnold Odermatt
Arnold Odermatt (Oberdorf, 29 maggio 1925 – Stans, 19 giugno 2021) è stato un fotografo svizzero della Polizia.
Le sue fotografie da alcuni anni sono molto apprezzate nella scena artistica. Arnold Odermatt è entrato nella Polizia nel 1948 e andato in pensione nel 1990 con il grado di tenente, responsabile della Polizia della strada e vicecomandante della Polizia cantonale di Nidvaldo.
Le fotografie di Arnold Odermatt vennero scoperte dal figlio Urs Odermatt durante le ricerche di materiali per il suo lungometraggio Wachtmeister Zumbühl e poste come tema centrale della storia. Urs Odermatt ha raccolto i materiali nei gruppi di opere Meine Welt, Karambolage, Im Dienst e In zivil e da quel momento, in collaborazione con la storica d'arte, Dr. Beate Kemfert e la Berliner Galerie Springer & Winckler, pubblica l'opera di Arnold Odermatt.
Nel 2001 le foto di Arnold Odermatt furono selezionate da Harald Szeemann per la 49ª Biennale di Venezia. Nel 2002 furono messe in mostra da James Rondeau in una personale presso The Art Institute of Chicago e nel 2004 da Urs Stahel nel Museo della fotografia di Winterthur.

## Biografia
Arnold Odermatt entrò nella Polizia di Nidvaldo nel 1948, dopo avere dovuto abbandonare il suo originario lavoro di panettiere-pasticciere, per motivi di salute. La prima volta che Arnold Odermatt si trovò nel luogo di un incidente con la sua Rolleiflex, per corredare il verbale con rilievi fotografici, suscitò sconcerto. Al tempo, nella Polizia, la fotografia era qualcos'altro che un mezzo di routine per l'acquisizione di prove.
Un collega osservava sospettoso i rilevamenti di servizio di Arnold Odermatt, che venne immediatamente chiamato a rapporto. Odermatt riuscì a convincere i propri superiori della bontà dell'innovazione. Questi lo autorizzarono a trasformare una vecchia toilette della sede della Polizia in camera oscura provvisoria. Quando, anni dopo, la sede fu trasferita in un nuovo edificio, il primo poliziotto fotografo della Svizzera ebbe il suo laboratorio fotografico.
Modello di riferimento di Arnold Odermatt era il famoso fotografo Werner Bischof dell'agenzia Magnum. Lo incontrò per caso, una volta, in occasione di un servizio di vigilanza sul Bürgenstock dove Bischof stava realizzando un servizio fotografico su Charlie Chaplin.
Lo stile personale di Odermatt era improntato a sobrietà e autenticità. L'essenzialità che mostravano i suoi rapporti scritti la si ritrova anche nelle sue riprese fotografiche. Indiscutibile la sua maestria artigianale: nulla di essenziale sfugge al suo occhio fotografico. In KARAMBOLAGE la sua raccolta di fotografie più nota, non si vedono le vittime dell'incidente ma sculture di lamiera avulse dalla realtà. Guarda agli effetti della velocità, della fretta dei tempi moderni, con la tenue malinconia di Jacques Tati.
Per quarant'anni Arnold Odermatt fissò nelle fotografie la quotidianità della Polizia nidvaldese. Si interessavano alle sue riprese, di quando in quando, solo la stampa locale, il tribunale o una compagnia di assicurazioni. L'ambiente artistico cominciò a interessarsi a quell'autore soltanto allorché suo figlio Urs Odermatt, regista teatrale e cinematografico, fece conoscere le riprese fotografiche con una mostra personale a Francoforte. A quella esposizione di grande successo, seguì il volume fotografico «Meine Welt». A un tratto le osservazioni della quotidianità della provincia della Svizzera interna, acquisivano il valore dell'opera del suo modello Werner Bischof, di casa in tutto il mondo.
L'uso che Arnold Odermatt faceva della macchina fotografica nei suoi primi anni di servizio per i suoi rilevamenti di incidenti stradali, era una novità rivoluzionaria per la Polizia svizzera. Se oggi al poliziotto Arnold Odermatt gli capitasse di trovarsi con la sua macchina fotografica sul luogo di un incidente, si sentirebbe dire che fotografare in tali circostanze non è affar suo ma compito di uno specialista poliziotto fotografo che ha fatto il debito percorso di formazione.

## Pareri sull'opera

### Dr. Matthias Winzen
Allorché Arnold Odermatt - (classe 1925) – andò in pensione nel 1990, col grado di tenente, capo della Polizia stradale e vicecomandante della Polizia di Nidvaldo, non si limitò soltanto a uno sguardo all'indietro, verso i 42 anni di lavoro nella Polizia, ma anche ai progetti futuri: un libro di fotografie di paesaggi.
Le numerose fotografie di incidenti stradali realizzate per il suo servizio di polizia tolleravano nel migliore dei casi che il paesaggio avesse un ruolo secondario. Detto meglio: la maestria e il modo controllato con il quale Arnold Odermatt trattava annessi e connessi dell'evidenza accessoria di un incidente automobilistico –tra l'altro, appunto, anche il paesaggio circostante – non potevano rivestire all'interno di fotografie - materiale probatorio per la Polizia - altro che una funzione secondaria. Tutto ciò che oggi rende le fotografie di Arnold Odermatt così interessanti, così artistiche e pensate oltre il carattere situativo, ai fini dell'utilizzo legale delle riprese, era tutt'al più un'aggiunta che non disturbava.
In tutti quegli anni durante i quali Arnold Odermatt ha fornito con le sue immagini la constatazione dei fatti in maniera corretta e adeguata al suo servizio di Polizia, per gli usi in sede giuridica e assicurativa, doveva esserci, comunque, un ulteriore elemento, una autonomizzazione artistica nella pratica delle riprese, un di più: queste fotografie erano, fin dall'inizio, troppo belle, troppo ricche di sfumature, troppo scenicamente cosciente il taglio delle immagini per essere semplice materiale d'uso per la Polizia. In questo valore aggiunto, in questo essere-troppo-preziose per l'originaria funzione si radica l'elemento profondamente comico delle fotografie di Arnold Odermatt. Si rifletta sulla situazione: qui c'è stato uno scontro, tutti corrono qui e là - tatütata, arriva la Polizia – ed ecco che un tizio si piazza lì, tutto concentrato e preso dall'estro artistico a fare fotografie che vanno ben oltre quel luogo e quel momento: ad un tempo successivo in cui ormai le assicurazioni hanno pagato e i peccatori d'alcol hanno già avuta la patente restituita.
Dunque, nel 1990 Arnold Odermatt decide di dedicarsi infine alle qualità intrinseche del suo sapere fotografico, tenute da parte durante lunghi anni di lavoro in cui, con le sue riprese troppo artistiche aveva superato, quanto a grottesco, la scioccaggine visuale degli esperti delle assicurazioni e della giustizia, attaccati in maniera ossessiva ai fatti; e questo in maniera silenziosa, quasi da Eulenspiegel. Egli chiede a suo figlio Urs Odermatt l'aiuto per la progettazione di un libro di foto di paesaggi e il figlio, regista teatrale, televisivo e cinematografico, avverte subito il pericolo che il padre possa produrre un qualcosa di convenzionale, di segno contrario al suo talento specifico.
«Dal momento che vuoi fare un libro, almeno che sia con le foto della Polizia» suggerisce il figlio. Entrambi rimangono stupiti di fronte al numero di negativi ancora esistenti in soffitta. E sempre più viene fuori che il particolare delle fotografie non è il paesaggio marginalizzato né la professionalità fotografica, posti al di là e staccati dalla situazione dell'incidente, piuttosto, il particolare delle fotografie di Arnold Odermatt consiste nell'incredibile e nel grottesco collegamento tra banale evento quotidiano e innalzamento romantico paesaggistico, nello scopo funzionale della prova e la messinscena teatrale realizzata dal fotografo (luci, punto di ripresa etc., allo stesso modo di un regista).
Non è che il particolare sta nel fatto che il fotografo Odermatt ci pone il dubbio sommesso sul contenuto reale documentale della fotografia, quando vediamo come in un film una carcassa d'auto in bilico sul precipizio e quelle finite a testa in giù?
Non è che Odermat utilizza il mezzo realistico fotografia per instillarci il dubbio su come sia realisticamente concepibile una realtà nella quale possono darsi improvvisi cambiamenti di direzione o delle fermate obbligate fino all'incidente mortale? Ciò che al primo sguardo in queste foto ci appare concreto e serio, al secondo sguardo si rivela assurdo e comico. Al terzo sguardo le immagini ci appaiono – e questo è forse il loro effetto più profondo – comiche e mortalmente serie allo stesso tempo.

### Klaus Honnef
(.) Inizialmente si accostava all'oggetto del suo interesse di fotografo da lontano. Lo individuava dietro una cortina di colleghi, curiosi e testimoni. Quindi metteva da parte la sua timidezza. In men che non si dica, le auto fatte fermare, ammaccate, fracassate, a pezzi, e adesso immobili, riempivano il formato del suo apparecchio. Mancano sempre vittime e carnefici. Di fronte a certe carcasse risulta difficile credere che non ci fossero feriti e che non ci fosse scappato il morto. Per ampio tratto nessuna ambulanza, nessuna macchina mortuaria. Soltanto le automobili deformate forniscono il soggetto: come se un erculeo artista le avesse ridotte a carcasse con la violenza, messe in bilico, scagliate nell'acqua e compresse a forza. Allo stesso tempo, la componente estetica della sua fotografia, serve esclusivamente alla precisazione di quello che mostrano. Poi un secondo sguardo alle modeste immagini bianco nere nel severo stile documentario tradisce l'acuta percezione del poliziotto. Così, sono le circostanze particolari dell'avvenimento a decidere l'entità della distanza tra fotografo e oggetto. La maggior parte delle riprese di Odermatt mostrano, non a caso, non solo il luogo del delitto ma anche le probabili cause: strade rese sdrucciolevoli dal ghiaccio o dalla pioggia, pneumatici consumati, un trattore che procedeva molto lentamente o che ha effettuato un'improvvisa svolta e supponibili comportamenti scorretti dei protagonisti dell'incidente. Talvolta è possibile vedere anche i soccorritori che rimuovono i resti nonché i curiosi a bocca aperta. Odermatt raggiunse l'età pensionabile nel 1990 col ruolo di capo della polizia stradale del Cantone Nidvaldo.  

### Urs Odermatt
Inizialmente, l'idea di Arnold Odermatt era quella di realizzare un bel libro con le sue fotografie. E alla pari di qualunque sensato fotografo pensava, naturalmente, a un sontuoso volume a colori che mostrasse le bellezze della sua terra, Nidvaldo, nel suo lato migliore. Devo ammettere che quando mio padre chiese il mio sostegno per un tale progetto, ero molto titubante. Sono tanti i libercoli da strapazzo con foto a colori sul mercato perché volessi, col mio contributo, aggiungerne un altro alla pila. L'idea illuminante per un progetto autonomo mi venne nel momento in cui mi misi a frugare nei vecchi archivi e biblioteche alla ricerca di spunti e materiali per il mio lungometraggio Wachtmeister Zumbühl: un volume di immagini con l'opera di una vita di un poliziotto fotografo. Al tempo non avevo ancora visto un simile progetto editoriale. Qui stava esattamente il tema del libro di fotografie che collega il vero, autentico Arnold Odermatt con una possibile nicchia di mercato: il diario di uno in uniforme, in servizio e in borghese! Adesso era mio padre a dubitare: lui avrebbe voluto, piuttosto, un libro con foto moderne a colori e non la solita vecchia cavolata. Eppure, dacché mi ricordo, la sua passione fotografica era per i materiali in bianco e nero. Dominano, se devo essere sincero, soprattutto ricordi di pungenti odori provenienti dal bagno dei genitori. Poiché il comando di Polizia di Nidvaldo, per lungo tempo, non ebbe a disposizione un laboratorio fotografico e mio padre, da uomo terribilmente probo, anche più tardi continuò a sviluppare e accrescere, senza riguardo per il nostro naso, il suo diario fotografico privato nel bagno del nostro appartamento, la fotografia nella mia infanzia si è caratterizzata come forma di espressività visuale creativa maleodorante. Questo era in totale contrasto con la mia idea romantica dell'arte che potevo immaginarmi anche repellente, capace di scuotere e di sconvolgere, ma, comunque, sempre e solo profumata e mai con odore mordente come quello che incalzava dal bagno di casa nostra. Forse è per questo che ho scoperto il lavoro di mio padre così tardi.

## Mostre personali
- 2012 - Arnold Odermatt. La Chambre, Straßburg.
- 2012 - Arnold Odermatt. Espace d'Art Contemporain Fernet Branca, Saint-Louis (Elsass).
- 2012 - Arnold Odermatt. L'Été photographique de Lectoure. Lectoure (Gascogne), ISBN 978-2-919077-12-0.
- 2011 - Heimat. Buchmann Galerie, Berlin.
- 2011 - On and Off Duty. Galerie Georges-Philippe & Nathalie Vallois, Paris.
- 2010 - On Duty. Amador Gallery, New York.
- 2010 - In zivil. Springer & Winckler Galerie, Berlin.
- 2010 - Arnold Odermatt. Leo Koenig Inc. Projects, New York.
- 2009 - Karambolage. Miesiąc Fotografii w Krakowie, Krakau. ISBN 978-83-928967-0-8.
- 2009 - Project room: Arnold Odermatt. Galerie Georges-Philippe & Nathalie Vallois, Paris.
- 2008 - Focus Photographie: Arnold Odermatt. Galerie Lelong, Zurich.
- 2006 - Im Dienst. Farbphotographien 1962-1990. Springer & Winckler Galerie, Berlin.
- 2005 - Arnold Odermatt. Museum im Bellpark, Kriens.
- 2005 - Arnold Odermatt. Centro Cultural Okendo, San Sebastián. ISBN 84-96431-06-1.
- 2004 - Kantonspolizei Nidwalden. Springer & Winckler Galerie, Berlin.
- 2004 - Arnold Odermatt. Galería Arnés y Röpke, Madrid.
- 2004 - Karambolage. Rathaus, Fellbach.
- 2004 - Karambolagen. Fotomuseum Winterthur, Winterthur.
- 2004 - Arnold Odermatt. Galerie Sabine Knust, München.
- 2004 - Arnold Odermatt. James Kelly Contemporary, Santa Fe.
- 2003 - Arnold Odermatt. Paul Morris Gallery, New York.
- 2003 - Arnold Odermatt. Washington University Gallery of Art, St. Louis. Katalog.
- 2002 - Arnold Odermatt. The Art Institute of Chicago, Chicago. Katalog.
- 2002 - Karambolage. Centre rhénan de la photographie, Strassburg.
- 2002 - Die Biennale-Auswahl. 32 Photographien für Venedig 2001. Springer & Winckler Galerie, Berlin. ISBN 3-0000966-6-3.
- 2002 - Karambolage. Museum Morsbroich, Leverkusen. ISBN 3-925520-64-3.
- 2001 - Carambolages. Centre de la photographie, Genf.
- 2000 - Karambolagen und andere Photographien. Springer & Winckler Galerie, Berlin.
- 1998 - Karambolage. Polizeipräsidium, Frankfurt am Main.
- 1996 - Meine Welt. Viewpoint Gallery, Salford.
- 1993 - Arnold Odermatt. Seeplatz 10, Buochs.

## Mostre collettive
- 2011 - [Contre]culture.ch. Musée de l'Elysée, Lausanne.
- 2011 - Odermatt, Weegee, Metinides. Westport Arts Center, Westport (Connecticut).
- 2011 - Pimp your collection: cars you drive me art. Landesgalerie, Linz.
- 2011 - Road Atlas. Opelvillen, Rüsselsheim.
- 2011 - Fetisch Auto. Ich fahre, also bin ich. Museum Tinguely, Basel.
- 2010 - Un monde parfait. Biennale 7, Ottignies-Louvain-la-Neuve.
- 2009 - Background Story. Cardi Black Box, Mailand.
- 2009 - Labyrinth: Freiheit. Landesausstellung, Bozen.
- 2008 - Glück - welches Glück. German Hygiene Museum, Dresden. ISBN 978-3-4462-3015-6.
- 2007 - Again: Serial Practices in Contemporary Art. Wadsworth Atheneum, Hartford.
- 2007 - Swiss Made: Präzision und Wahnsinn. Kunstmuseum Wolfsburg, Wolfsburg. ISBN 978-3-7757-1962-9.
- 2006 - A Broken Arm. 303 Gallery, New York.
- 2006 - Accidents. Galerie Georges-Philippe & Nathalie Vallois, Paris.
- 2006 - Bilder vom Vierwaldstättersee. Kunstmuseum, Luzern. ISBN 3-267-00150-1.
- 2006 - (Tat) Orte: Weegee, Arnold Odermatt, Enrique Metinides. NRW-Forum Kultur und Wirtschaft, Düsseldorf. Katalog.
- 2005 - Multiple Räume (3): Film. Staatliche Kunsthalle, Baden-Baden. ISBN 3-936711-77-1.
- 2005 - Dreams. Buchmann Galerie, Köln.
- 2005 - Liebe Schweiz. Arnold Odermatt und Christian Schwager. Simon Studer Art, Genf.
- 2005 - Der Berg. Schweizer Pavillon, Weltausstellung 2005, Aichi.
- 2004 - Rues. Centre culturel Suisse, Paris.
- 2004 - Scatto - 11 photographische Positionen. Gesellschaft der Freunde junger Kunst, Baden-Baden.
- 2004 - XL Photography 2. Art Collection Deutsche Börse, Frankfurt am Main. ISBN 3-7757-1358-1.
- 2003 - Arnold Odermatt, Martin Städeli. Gesellschaft der Freunde junger Kunst, Baden-Baden.
- 2002 - Aubes, Rêveries au bord de Victor Hugo. Maison de Victor Hugo, Paris.
- 2002 - Der Berg. Heidelberger Kunstverein, Heidelberg. ISBN 3-933257-99-9
- 2002 - Arnold Odermatt und Ryuji Miyamoto. Buchmann Galerie, Köln.
- 2002 - Macht und Freiheit. Bieler Fototage, Biel.
- 2001 - Plateau der Menschheit. 49. Biennale di Venezia, Arsenale, Venedig. Katalog.
- 1999 - Wohin kein Auge reicht. Deichtorhallen, Hamburg. Katalog.
- 1999 - Automobility - Was uns bewegt. Vitra Design Museum, Lörrach. ISBN 3-931936-17-1.
- 1995 - Ein deutscher Sammler - ein deutsches Auto: Peter Ludwig und der Volkswagen. Ludwig Forum für Internationale Kunst, Aachen. ISBN 3-930594-06-4.
- 1995 - Heimat - Auf der Suche nach der verlorenen Identität. Jüdisches Museum, Wien. ISBN 3-85447-574-8.

## Film
Negli anni sessanta Arnold Odermatt ha documentato i primi tempi della realizzazione dell'autostrada nei tratti di Acheregg e Loppertunnel con grandissimo numero di fotografie e materiali in 16 mm. Nel 1991, da questo materiale storico, Urs Odermatt ha realizzato il film documentario Lopper.
In qualità di fotografo di scena, negli anni novanta Arnold Odermatt ha seguito la lavorazione dei film di Urs Odermatt Rotlicht!, Gekauftes Glück e Wachtmeister Zumbühl.